# Robert Shaw (regente de coro)
Robert Shaw (Red Bluff, California, 30 de abril de 1916 - New Haven, 25 de janeiro de 1999) foi um destacado regente de coros. Destaca-se por ter recebido, em 1943, o prêmio "Grande Honra" da Associação Nacional de Compositores e Regentes dos EUA.